# Joseph Bosworth
Joseph Bosworth, född 1788 i Derbyshire, död den 27 maj 1876 i Oxford, var en engelsk filolog.
Bosworth blev 1858 professor i angelsaxiska språket vid universitetet i Oxford. Hans Dictionary of the Anglo-Saxon Language (1838) har trots sina stora brister varit ett särdeles användbart verk. En av honom påbörjad omarbetning därav fortsattes efter hans död av Thomas Northcote Toller och utgavs (genom Clarendon Press i Oxford) under titeln An Anglo-Saxon Dictionary (1882–1898; ett supplementband kom 1921). Bosworth utgav även King Alfred's Orosius (1859) med mera. Han donerade 10 000 pund sterling till en professur i angelsaxiska vid universitetet i Cambridge.